# Trambesòs
El Trambesòs es una red de tranvía operada por Tram que discurre por varios municipios del norte de la comarca del Barcelonés, (Cataluña, España). Se abrió al público con la entrada en funcionamiento del primer tramo de la línea T4 el 8 de mayo de 2004.  Actualmente ofrece conexión entre Barcelona, San Adrián de Besós y Badalona mediante las líneas T4 y T5 y T6. Su nombre proviene de la unión de Tram, que es el nombre comercial del producto explotado (el tranvía, en catalán, tramvia), y Besòs, nombre en catalán del río Besós, en cuyo recorrido final se sitúan los municipios en los que da servicio la red.

## Historia
La red de Trambesòs empezó a planearse con la intención de reintroducir el tranvía en la ciudad de Barcelona como complemento de la red de metro. Entre finales de los años 1980 y principio de los 1990, una propuesta planteaba un tranvía que cruzase la avenida Diagonal y conectara las barriadas, distritos y municipios de los extremos. Con la creación de la Autoridad del Transporte Metropolitano (ATM) en 1996, se ceden a esta entidad los derechos y obligaciones sobre las redes diseñadas hasta entonces. En la ATM dan forma al proyecto y mantienen la propuesta de unir ambos lados de la avenida Diagonal, aunque finalmente se descarta ese planteamiento. A raíz de esto, el proyecto se divide en dos redes, el Trambesòs y el Trambaix. La densidad del área sur de la avenida Diagonal implicó mayor celeridad para la red del Trambaix. La red de Trambesòs se construye posteriormente, acorde a otros proyectos y remodelaciones en esa zona de la ciudad, como la reforma de ese tramo de la avenida Diagonal, la regeneración del área del Fórum Universal de las Culturas 2004, la urbanización de Diagonal Mar, el cubrimiento de la Gran Vía de las Cortes Catalanas...
En 1999 la red de Trambesòs se incluye en el Plan Director de Infraestructuras de la ATM. En febrero de 2002, la ATM convoca a concurso para la adjudicación de la construcción y explotación por 25 años el Trambesòs, con un presupuesto inicial de 168,96 millones de euros. En julio, tramvia Metropolità S.A. gana el concurso, siendo la única concursante. El presupuesto ascendió a 205 millones de euros. En enero de 2003 comienzan las obras, y se proyecta la inauguración del servicio para abril de 2004. Finalmente el 8 de mayo de 2004 se inaugura, un día antes de la inauguración del Fórum, la línea T4, con el tramo entre Glòries y Estació de Sant Adrià.
Del 8 al 18 de mayo se suspende el servicio completo en todas las líneas en funcionamiento hasta entonces (T4, de Trambesòs; T1, T2 y T3 de Trambaix) por los problemas que una sustancia adherida a los raíles afectaba al reaccionar con el calor. Durante esos diez días se procedió a extraer la sustancia de los raíles.
El 14 de julio de 2004 se completó la primera fase del Trambesòs, al extenderse el servicio de la T4 hasta lo proyectado, añadiendo cuatro paradas hasta Ciutadella-Vila Olímpica.
A finales de año, se resuelven algunos aspectos sobre la construcción de la línea T5, especialmente los que afectan a la unión con la red ya existente por la plaza de las Glorias. La construcción de este ramal se lleva a cabo hasta 2006. El 14 de octubre de 2006 se inaugura la puesta en marcha de la línea T5, por el tramo que conecta la parada Glorias con Besòs (conectado con la misma estación de metro). El 6 de mayo de 2007 se inaugura el tramo hasta San Adrián de Besós (Besòs - San Juan Bautista), y finalmente el 8 de septiembre de ese mismo año se inaugura el tramo hasta Badalona (San Juan Bautista - Gorg).

## Especificaciones
La red del Trambesòs cuenta con 37 estaciones, la línea T4 (14 estaciones), T5 (12 estaciones) y T6 (11 estaciones). De estas, 9 tienen correspondencia directa o próxima con la red de metro. 20 estaciones son de andén único compartido para ambas direcciones, 3 de andén doble y 3 soterradas (tramo de la Gran Vía).

### Vehículos

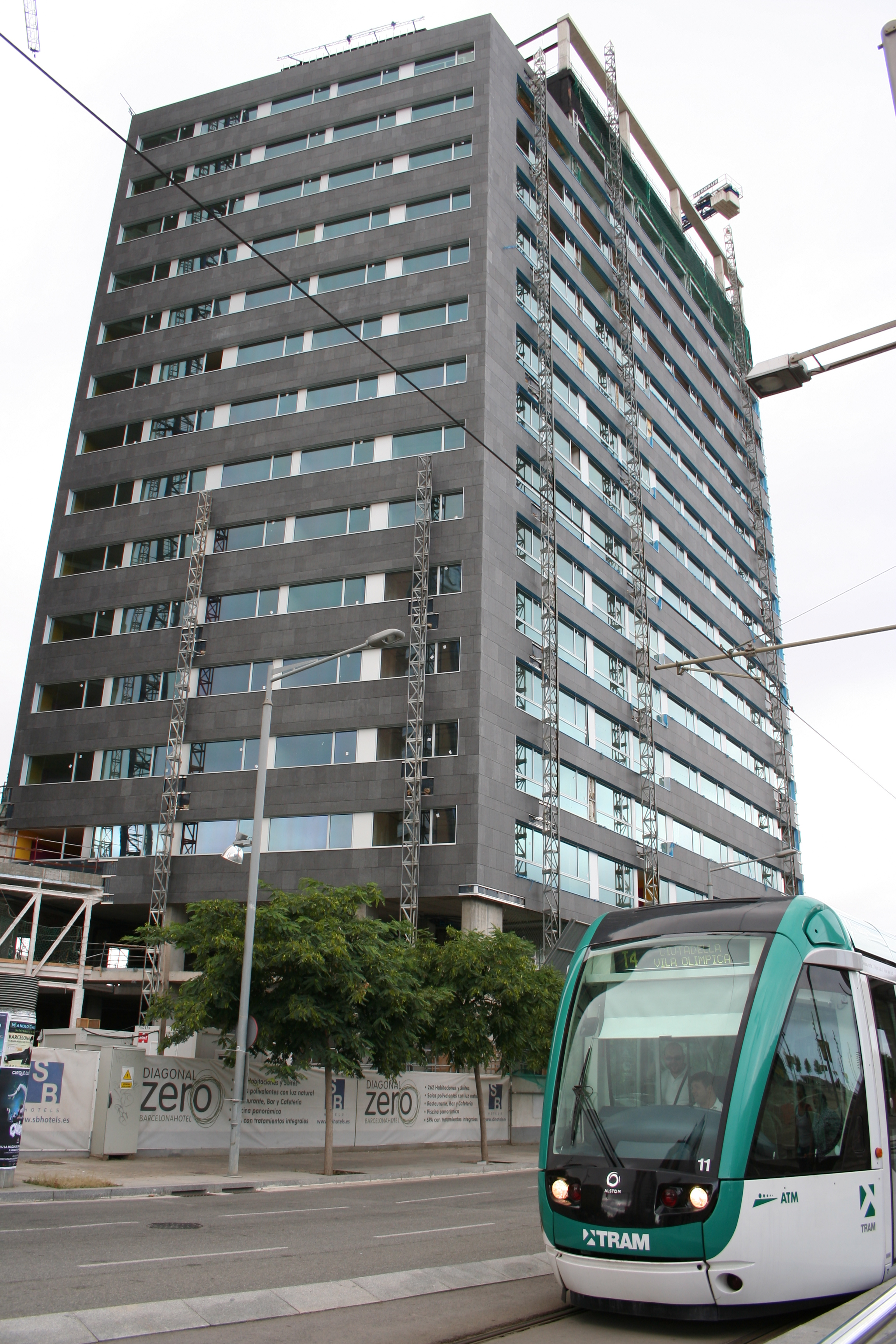
Trambesòs enfrente del Hotel Diagonal Zero.

El vehículo que recorre las líneas de Trambesòs así como las de Trambaix es el modelo Citadis de Alstom serie 302, en su variante "Barcelona" (verde mar y blanco). La serie 302 se distingue por componerse de 5 módulos y 3 bogies. Es ligero (aluminio con refuerzos de acero), de piso bajo (a 35 centímetros del suelo), tracción eléctrica y modulable, con dos cabinas de conducción. Cada unidad mide 32 metros y tiene un ancho de 2,65 metros. Disponen de cámaras de videovigilancia, aire acondicionado, alarmas, teleindicadores, 64 asientos y espacio para bicicletas entre otras facilidades. Fueron fabricados en la planta de Alstom de Santa Perpetua de Moguda. Actualmente se cuentan 18 para toda la red.
Se está estudiando la instalación del trolebús biarticulado modelo Neoplan N6321 Electroliner para enlazar Santa Coloma de Gramanet con San Martín de Provençals.

## Líneas

### T4
La línea T4 fue la primera en inaugurarse, el 8 de mayo de 2004. En un primer momento discurrió por 10 estaciones. El 14 de julio del mismo año fue extendido el servicio con 4 estaciones. Esta línea se extiende a lo largo de 6,423 km y la estación de Glòries permite hacer transbordo con la línea T5. 
El 21 de octubre del 2024 la línea T4 cambió de recorrido: en lugar de hacer el recorrido Ciutadella Vila Olímpica - Estación de Sant Adrià de Besòs como final de línea, ahora parte de Verdaguer por el nuevo tramo de la Diagonal por Glòries y llega hasta a la Estación de Sant Adrià de Besòs pasando por la Gran Vía de las Cortes Catalanas. Durante el período de pruebas del tramo entre Verdaguer y Glòries, no se ofreció servicio comercial hasta el 10 de noviembre de 2024. Desde esa fecha, el nuevo recorrido se encuentra en operación con pasajeros, con el trazado completo detallado a continuación:

### T5
Fue inaugurada el 14 de octubre de 2006, aunque el plan inicial lo proyectaba para principios de 2005. Inicialmente se abrió un tramo de 6 estaciones, todas en Barcelona entre Glorias y Besós, donde se puede hacer transbordo con la línea 4 del metro.
El 5 de mayo de 2007 fueron inauguradas 4 estaciones más, hasta San Juan Bautista en San Adrián de Besós.
El 8 de septiembre de 2007, se puso en servicio el último tramo de la línea, dos años y medio más tarde de lo previsto, las paradas: Encants de Sant Adrià en San Adrián de Besós y en Badalona San Roque y Gorg enlazando con la línea 2 de metro y en el futuro con la línea 9.
El 21 de octubre del 2024 la línea T5 cambió de recorrido: en vez de hacer el recorrido Glòries de Sant Adrià de Besòs como final de línea, pasando por la Gran Vía de las Cortes Catalanas, ahora parte de Ciutadella-Vila Olímpica y llega a la estación de Sant Adrià de Besòs pasando por la Gran Vía de las Cortes Catalanas, el trazado es el siguiente:

### T6
La línea T6 entró en servicio en junio del 2008. Para su construcción se añadió al trazado ya existente de las líneas T4 y T5 un tramo de vía con una estación que unía ambas dentro de San Adrián de Besós en el barrio de la Mina. De esta manera, una vez colocadas las vías nuevas y probada la infraestructura, esta línea partía de Gorg y llega a la estación de Sant Adrià de Besòs como final de línea. Conectaba Badalona con San Adrián de Besós sin necesidad de pasar por Barcelona.
El 20 de febrero del 2012 la línea T6 cambió de recorrido: en vez de hacer el recorrido Gorg-Estación de Sant Adrià de Besòs como final de línea, ahora parte de Glorias y llega a la estación de San Adrián de Besós pasando por la Gran Vía de las Cortes Catalanas
El 21 de octubre del 2024 la línea T6 cambió de recorrido: en vez de hacer el recorrido Glorias-Estación de Sant Adrià de Besòs como final de línea, pasando por la Gran Vía de las Cortes Catalanas, ahora parte de Ciutadella Vila Olímpica y llega a la estación de San Adrián de Besós pasando por la Gran Vía de las Cortes Catalanas, el trazado es el siguiente: